# ال پرادو استیتس (آریزونا)
ال پرادو استیتس (به انگلیسی: El Prado Estates) یک منطقهٔ مسکونی در ایالات متحده آمریکا است که در آریزونا واقع شده‌است. ال پرادو استیتس ۲٫۵۱ کیلومتر مربع مساحت و ۵۰۴ نفر جمعیت دارد و ۴۵ متر بالاتر از سطح دریا واقع شده‌است.